# Kuvera brunettii
Kuvera brunettii är en insektsart som beskrevs av Frederick Arthur Godfrey Muir 1922. Kuvera brunettii ingår i släktet Kuvera och familjen kilstritar. Inga underarter finns listade i Catalogue of Life.